# Bénévent-l'Abbaye
Bénévent-l'Abbaye é uma comuna francesa na região administrativa da Nova Aquitânia, no departamento de Creuse. Estende-se por uma área de 11,56 km². Em 2010 a comuna tinha 776 habitantes (densidade: 67,1 hab./km²).